# Argenvilliers
Argenvilliers ist eine französische Gemeinde mit 318 Einwohnern (Stand: 1. Januar 2022) im  Département Eure-et-Loir im Nordwesten der Region Centre-Val de Loire. Die Gemeinde gehört zum Arrondissement Nogent-le-Rotrou und zum Kanton Nogent-le-Rotrou.

## Lage
Argenvilliers liegt etwa 46 Kilometer westsüdwestlich von Chartres. Umgeben wird Argenvilliers von den Nachbargemeinden La Gaudaine im Norden, La Croix-du-Perche im Osten, Miermaigne im Süden und Südosten, Beaumont-les-Autels im Süden sowie Vichères im Westen.

## Bevölkerungsentwicklung
| Jahr                      | 1962 | 1968 | 1975 | 1982 | 1990 | 1999 | 2006 | 2013 |
| Einwohner                 | 423  | 388  | 363  | 330  | 301  | 333  | 365  | 353  |
| Quelle: Cassini und INSEE |      |      |      |      |      |      |      |      |

## Sehenswürdigkeiten
- Kirche Saint-Pierre aus dem 12. Jahrhundert, Monument historique seit 1985
- Schloss Oursières aus dem 17. Jahrhundert, seit 1989 Monument historique

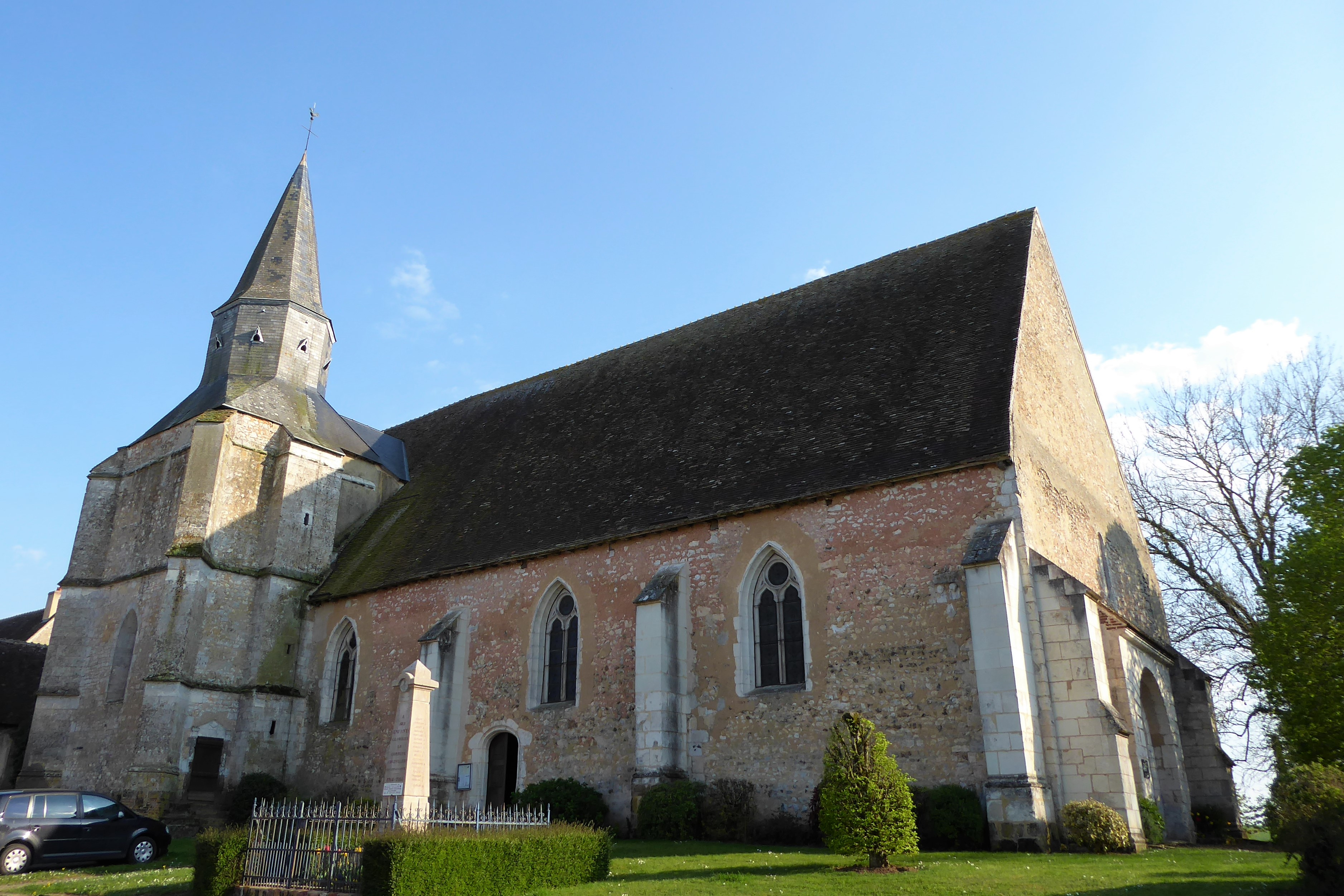
Kirche Saint-Pierre